# Voorlopig
Voorlopig was een Nederlands kritisch-theologisch opinieblad dat is verschenen in de jaren 1969-1987. De ondertitel was "Evangelisch commentaar bij de tijd". Het was een blad voor en door progressief-gereformeerden. De identiteit van het blad was oecumenisch, progressief en politiek geëngageerd.

## Geschiedenis en inhoud
Het eerste nummer verscheen in januari 1969. Het laatste nummer verscheen in juli-augustus 1987. Het blad is voortgezet als katern in HN Magazine, het vroegere Hervormd Nederland. Het blad richtte zich op actuele godsdienstige, politieke en maatschappelijke onderwerpen en was daarbij geïnspireerd door progressieve theologie, onder aandere de bevrijdingstheologie en de feministische theologie. Terugkerende thema's waren de Noord-Zuid-verhouding, de Koude Oorlog en de wapenwedloop, de negatieve kanten van de materiële welvaart in het Westen en nieuwe ontwikkelingen in het (christelijke) kerkelijke en theologisch leven.
De auteurs en lezers kwamen vooral uit de Gereformeerde Kerk. Maar ook ds. Buskes, die uit de Nederlands Hervormde kerk kwam, had een column. De middenpagina's bevatten politieke cartoons, rond een thema gegroepeerd. Bekend is het Vietnamnummer, met een eenmalig zwart omslag. Het maandblad verscheen op een aangepast A5-formaat.

## Bekende redacteuren
- Harm (H.G.) Dane
- G. Dekker
- Toos (Th.M. Hartkamp-) Suurmond
- Ben van Kaam
- Harry Kuitert
- Eimert Pruim
- G.H. ter Schegget
- A. Schippers
- Niek Schuman
- C. Stam
- Herman Wiersinga